# Weissia brachycarpa
Weissia brachycarpa, auch Kleinmündiges Perlmoos genannt, ist eine Laubmoosart aus der Familie Pottiaceae.

## Merkmale
Die niederwüchsige Art bildet gelblichgrüne bis schmutziggrüne, lockere bis dichte Rasen. Die Pflanzen sind bis etwa 7 Millimeter groß und einfach oder verzweigt. Die Blätter sind verlängert lanzettlich, kurz oder länger zugespitzt, feucht flatterig abstehend, trocken gekräuselt. An der Stämmchenspitze sind sie gehäuft und viel größer als im unteren Teil des Stämmchens. Die Blattränder sind unten flach und nach oben zu eingerollt. Die kräftige Blattrippe ist unten bis 60 Mikrometer breit und tritt oben als kurze Stachelspitze aus. Im oberen Blattteil ist die Rippe ventral mit quadratischen, grünen Zellen bedeckt. Die Blattzellen sind im oberen Blattteil rundlich-quadratisch, dicht papillös und 8 bis 12 Mikrometer groß, an der Blattbasis sind sie rechteckig, glatt und hyalin.
Die Geschlechterverteilung ist autözisch. Sporenkapseln sind fast stets reichlich vorhanden. Die Seta ist gelblich, bis 5 Millimeter lang, die Kapsel rundlich eiförmig bis ellipsoidisch und über die Blätter emporgehoben. Der Kapseldeckel ist kegelförmig und geschnäbelt. Die enge Kapselöffnung ist nach dem Abfallen des Deckels anfangs mit einer weißlichen Membran verschlossen. Ein Peristom fehlt. Sporen sind papillös und 17 bis 34 Mikrometer groß.

## Standortansprüche
Das Moos ist pionierfreudig und besiedelt lichtreiche bis halbschattige, auch feuchte, offene Stellen in Wiesen, Weiden, Trockenrasen, Feldrainen, Wegböschungen, Waldrändern, Steinbrüchen, auf Mauern. Das Substrat ist kalkreich oder neutral bis schwach sauer.

## Verbreitung
Weltweit gibt es Vorkommen in Europa (samt Azoren), Nordost-, Ost-, Mittel- und Südwestasien, Nordafrika und Nordamerika. In Europa liegt der Verbreitungsschwerpunkt in der temperaten Zone, reicht im Norden bis Island, Mittelnorwegen, Mittelschweden und Südfinnland, im Süden bis zum Mittelmeergebiet. In Mitteleuropa sind die Vorkommen zerstreut bis mäßig häufig vom Flachland bis in Gebirgslagen, in den Alpen bis in die subalpine oder sogar alpine Höhenstufe.